# Nigerianische Fußballnationalmannschaft (U-17-Junioren)
Die nigerianische U-17-Fußballnationalmannschaft ist eine Auswahlmannschaft nigerianischer Fußballspieler. Sie unterliegt der Nigeria Football Federation und repräsentiert sie international auf U-17-Ebene, etwa in Freundschaftsspielen gegen die Auswahlmannschaften anderer nationaler Verbände, bei U-17-Afrikameisterschaften und U-17-Weltmeisterschaften.
Die Mannschaft ist mit fünf Weltmeistertiteln (1985, 1993, 2007, 2013 und 2015) die erfolgreichste Mannschaft bei U-17-Weltmeisterschaften und wurde zudem dreimal Vizeweltmeister (1987, 2001 und 2009).
Sie wurde zweimal Afrikameister (2001 und 2007) und zweimal Vizeafrikameister (1995 und 2013).

## Geschichte

### Weltmeister 1986
Für die erste Austragung der U-16-Weltmeisterschaft qualifizierte sich die nigerianische Mannschaft durch einen 1:0-Heimsieg im Hinspiel und einem 1:1 im Rückspiel gegen Togo. Bei der WM 1985 traf die Mannschaft in der Vorrunde auf Italien, Saudi-Arabien und Costa Rica. Nach einem 1:0-Auftaktsieg gegen Italien und einem torlosen Unentschieden gegen Saudi-Arabien folgte ein 3:0-Sieg gegen Costa Rica, mit dem die Nigerianer auf den zweiten Platz kamen und sich damit für das Viertelfinale qualifizierten. Dort gewann die Mannschaft nach einem 0:1-Rückstand gegen Ungarn mit 3:1. Im Halbfinale traf man auf Guineas U-16, die man nach einem 1:1 nach Verlängerung mit 5:3 im Elfmeterschießen besiegte und damit als erste afrikanische Mannschaft in das Finale eines FIFA-Wettbewerbs einzog. Im Finale gegen Deutschland ging Nigerias U-17 nach vier Minuten durch ein Tor von Jonathan Akpoborie in Führung und gewann das Spiel schließlich mit 2:0.
1986 schaffte es die nigerianische U-16-Nationalmannschaft nach zwei Unentschieden gegen Ghana aufgrund der Auswärtstorregel in die dritte Qualifikationsrunde, in der man auf die Sambische U-16 treffen sollte. Da diese nicht antrat qualifizierte man sich für die WM 1987. Dort wurde man hinter der Sowjetunion Gruppenzweiter und erreichte anschließend nach Siegen gegen Australien und Italien das Finale, in dem man erneut auf die Sowjetunion traf und nach einem 1:1 in der Verlängerung im Elfmeterschießen mit 2:4 verlor.
In der Qualifikation zur WM 1989 besiegten die Nigerianer Zaire und Sambia. Bei der Endrunde in Schottland wurden sie vor Argentinien, China und Kanada ohne Gegentor Gruppensieger, schieden jedoch im Viertelfinale nach einem torlosen Unentschieden gegen Saudi-Arabien im Elfmeterschießen aus. Zwei Jahre später nahmen sie nicht an der Qualifikation zur erstmals als U-17-Wettbewerb ausgetragenen Weltmeisterschaft teil.

### Zweiter WM-Titel
Mit Siegen gegen Guinea-Bissau und Algerien qualifizierte sich Nigerias U-17 für die WM 1993. Dort wurden sie mit drei Siegen und 14:0 Toren vor Australien, Argentinien und Kanada Gruppensieger und gewann das Viertelfinale mit 2:1 gegen Japan. Im Halbfinale folgte ein 2:1-Sieg gegen Polen, bevor man im Finale Titelverteidiger Ghana mit 2:1 besiegte und damit zum zweiten Mal Weltmeister wurde.
Bei der 1995 erstmals ausgetragenen U-17-Afrikameisterschaft erreichten die Nigerianer als Gruppensieger das Halbfinale und schafften mit einem 3:1-Sieg gegen Mali den Einzug ins Finale, in dem sie jedoch Ghanas U-17 mit 1:3 in der Verlängerung unterlagen. Bei der WM 1995 gelangte die Mannschaft als Gruppensieger vor Australien, Spanien und Katar ins Viertelfinale und unterlag dort Omans U-17 mit 1:2.
An der Qualifikation zur U-17-Afrikameisterschaft 1997 nahm Nigeria nicht teil und konnte sich damit auch nicht für die U-17-WM 1997 qualifizieren. 1999 startete man mit einem Unentschieden gegen Mali in die Afrikameisterschaft und verlor anschließend gegen Angola. Im letzten Gruppenspiel besiegte man Ghana mit 2:1, verpasste aber wegen des schlechteren Torverhältnisses den Einzug ins Halbfinale und damit erneut die Qualifikation zur U-17-WM.

### Afrikameister 2001
2001 erreichte die nigerianische U-17 als Gruppensieger vor Guinea das Halbfinale der Afrikameisterschaft und gewann dort nach einem 1:1 nach Verlängerung mit 4:3 im Elfmeterschießen. Da Guinea, der Sieger des zweiten Halbfinales kurz vor dem Finale suspendiert worden war, wurde das Finale um einen Tag verlegt und Nigeria traf auf den unterlegenen Halbfinalisten Burkina Faso, den man mit 3:0 besiegte und damit erstmals U-17-Afrikameister wurde. Bei der U-17-WM 2001 qualifizierte sich die Mannschaft mit Siegen gegen Frankreich, Japan und die USA für das Viertelfinale. Anschließend gewann sie mit 5:1 gegen Australien und schaffte mit einem 1:0 gegen Burkina Faso zum vierten Mal den Einzug ins WM-Finale. Dort verlor sie jedoch mit 0:3 gegen Frankreich.
Bei der U-17-Afrikameisterschaft 2003 erreichte Nigeria als Gruppensieger das Halbfinale und unterlag dort Sierra Leone. Das Spiel um Platz drei gewann die Mannschaft mit 3:1 gegen Ägypten und qualifizierte sich damit für die Weltmeisterschaft in Finnland, bei der man nach einem Unentschieden gegen Costa Rica und einem 2:1-Sieg gegen Australien mit 0:1 gegen Argentinien verlor und damit punktgleich mit den zweitplatzierten Costa-Ricanern ausschied.
2005 startete Nigerias U-17 mit einem Unentschieden gegen Südafrika in die Afrikameisterschaft. Anschließend unterlag sie der Elfenbeinküste und schied trotz eines 4:1-Sieges im abschließenden Gruppenspiel gegen Simbabwe aus und verpasste damit die Qualifikation zur U-17-WM desselben Jahres.

### Afrikameister 2007 und dritter WM-Titel
Bei der Afrikameisterschaft 2007 wurde die nigerianische U-17-Nationalmannschaft nach Siegen gegen Eritrea, Burkina Faso und Ghana Gruppenerster. Im Halbfinale gewann sie mit 2:0 gegen Tunesien und wurde anschließend durch einen 1:0-Sieg gegen Togo zum zweiten Mal Afrikameister. Bei der WM 2007 gewann Nigeria das Auftaktspiel gegen Frankreich und anschließend gegen Japan sowie gegen Haiti und qualifizierte sich damit als Gruppensieger für das Achtelfinale, in dem ein 2:1-Sieg gegen Kolumbien folgte. Anschließend zog die Mannschaft nach Siegen gegen Argentinien und Deutschland zum fünften Mal ins WM-Finale ein, in dem sie Spanien nach torlosen 120 Minuten mit 3:0 im Elfmeterschießen besiegte und damit den dritten WM-Titel gewann.
In der ersten Runde der Qualifikation zur U-17-Afrikameisterschaft 2009 verlor der amtierende Weltmeister nach einem 2:0-Sieg im Hinspiel Benin das Rückspiel mit 0:3 und schied damit aus. Als Gastgeber war man dennoch für die WM 2009 qualifiziert, bei der man gegen Deutschland unentschieden spielte und nach Siegen gegen Honduras und Argentinien als Gruppenerster das Achtelfinale erreichte. In der Finalrunde folgten ein 5:0-Sieg gegen Neuseeland sowie 3:1-Siege gegen Südkorea und Spanien, bevor man im Finale mit 0:1 gegen die Schweiz verlor.
In der Qualifikation zur Afrikameisterschaft 2011 scheiterte Nigerias U-17 erneut in der ersten Runde. Nach einer 0:2-Niederlage im Hinspiel gegen die Republik Kongo kam sie im Rückspiel nicht über ein 1:1-Unentschieden hinaus und verpasste damit nach zwei Finalteilnahmen in Folge die Qualifikation zur WM 2011.

### Weltmeister 2013 und 2015
Bei der U-17-Afrikameisterschaft 2013 verlor Nigeria nach einem 6:1-Auftaktsieg gegen Ghana mit 0:1 gegen die Elfenbeinküste und erreichte nach einem 7:0-Sieg gegen den Kongo als Gruppensieger das Halbfinale. Dort gewann man mit 4:2 gegen Tunesien und traf im Endspiel erneut auf die Ivorer, denen man nach einem 1:1 nach 90 Minuten mit 4:5 im Elfmeterschießen unterlag.
Bei der WM 2013 besiegte die nigerianische U-17-Nationalmannschaft im Auftaktspiel Titelverteidiger Mexiko mit 6:1. Es folgten ein Unentschieden gegen Schweden und ein 5:0-Sieg gegen den Irak. In der Finalrunde besiegte man Iran, Uruguay und Schweden, bevor sie im Finale erneut auf den Titelverteidiger traf und mit 3:1 gewann.
Bei der Afrikameisterschaft 2015 erreichte Nigerias U-17 als Gruppensieger das Halbfinale und verlor dieses mit 0:1 gegen Südafrika. Im Spiel um Platz drei unterlag sie anschließend Guinea mit 1:3.
Bei der U-17-WM 2015 startete Nigeria mit einem 2:0-Sieg gegen die USA und einem 5:0-Sieg gegen Gastgeber Chile. Im dritten Gruppenspiel unterlag man Kroatien mit 1:2, hatte aber bereits zuvor als Gruppensieger festgestanden. Nach einem 6:0-Sieg im Achtelfinale gegen Australien und einem 3:0-Sieg gegen Brasilien schaffte die nigerianische U-17-Nationalmannschaft mit einem 4:2-Sieg gegen Mexiko zum achten Mal den Einzug ins WM-Finale. Dort gewann sie mit 2:0 gegen Mali und schaffte es damit als zweite Mannschaft nach Brasilien (1999) den Titel bei der U-17-Weltmeisterschaft erfolgreich zu verteidigen.

## Teilnahme an U-17-Weltmeisterschaften
(Bis 1989 U-16-Weltmeisterschaft)
- 1985: Weltmeister
- 1987: 2. Platz
- 1989: Viertelfinale
- 1991: nicht teilgenommen
- 1993: Weltmeister
- 1995: Viertelfinale
- 1997: nicht teilgenommen
- 1999: nicht qualifiziert
- 2001: 2. Platz
- 2003: Vorrunde
- 2005: nicht qualifiziert
- 2007: Weltmeister
- 2009: 2. Platz
- 2011: nicht qualifiziert
- 2013: Weltmeister
- 2015: Weltmeister
- 2017: nicht qualifiziert
- 2019: Achtelfinale
- 2021: –
- 2023: nicht qualifiziert

## Teilnahme an U-17-Afrikameisterschaften
- 1995: 2. Platz
- 1997: nicht teilgenommen
- 1999: Vorrunde
- 2001: Afrikameister
- 2003: 3. Platz
- 2005: Vorrunde
- 2007: Afrikameister
- 2009: nicht qualifiziert
- 2011: nicht qualifiziert
- 2013: 2. Platz
- 2015: 4. Platz
- 2017: nicht qualifiziert
- 2019: 4. Platz
- 2021:
- 2023: Viertelfinale

## Bekannte ehemalige Spieler
(Auswahl)
- Abdul Jeleel Ajagun
- Jonathan Akpoborie
- Dele Alampasu
- Yakubu Alfa
- Emmanuel Amuneke
- Celestine Babayaro
- Sambo Choji
- Macauley Chrisantus
- Abiola Dauda
- Sani Emmanuel
- Lukman Haruna
- Kelechi Iheanacho
- Victor Ikpeba
- Emmanuel Izuagha
- Nwankwo Kanu
- Larry Kayode
- John Obi Mikel
- Kelechi Nwakali
- Pascal Ojigwe
- Kenneth Omeruo
- Ogenyi Onazi
- Henry Onwuzuruike
- Wilson Oruma
- Ganiyu Oseni
- Victor Osimhen
- Philip Osundu
- Yusuf Otubanjo